# Martia Proba
Martia Proba o reina Màrcia va ser una llegendària reina regent dels britans, descrita per l'historiador Geoffrey de Monmouth que la presenta com "una de les dones més il·lustres i notables de la història britànica".
Martia es va convertir en consort quan es va casar amb Guithelin i va regnar com a regent per al seu fill, Sisillius II. Durant la seva joventut, va ser una noble i coneixedora en totes les arts. Va governar Britànnia durant cinc anys després de la mort de Guithelin, ja que el seu fill tenia set anys.
Geoffrey diu que la reina era una dona sàvia que va codificar les lleis seves pròpies lleis, la "Lex Martiana". El rei Alfred el Gran va traduir més tard el codi a l'anglès com a base de les lleis mercianes, creient que havien estat anomenades pel regne saxó de Mèrcia que és més tardà.
El fill, Sisillius II, va arribar al tron el 358 aC quan ella va morir.